# 未來歩
未來歩（みらい あゆみ）は、日本のタレント。

## 人物
幼い頃から美しいものに興味があり、炭酸パック「SIS No.9シリーズ」のプロデュースや、顔のバランスを整える「フェイスバランスエクササイズ」を考案。
2009年にタレントとして活動を始める。交友関係のある芸能人は、梅宮アンナ、塩谷瞬、マツコデラックス、熊谷真実など。
(日本の美容師養成施設を卒業していなければ、日本の美容師免許を取得していない)

## 経歴

### モデル
- シュワルツコフヘアーショウ
- ウェラ主催ヘアーショウ
- グラマラスモデル
- コシノジュンコプライベートショウ
- 音楽プロモーションビデオ
- MEN'Sハンドモデル

### プロデュース
- SIS No.9シリーズ　商品開発（炭酸パック）
- フェイスバランスエクササイズ（商標登録済み）

## 出演

### テレビ番組
- 美しい男性（BS放送）
- 私の何がイケないの?（TBS、2011年 - ）
- QVC

### 雑誌
- 「P＋natts」“恋の奥の手”コーナー連載中
- 「All About Xperia arc」 5月号増刊